# Stadion Metalac
Lo stadio Metalac (in serbo Стадион Металац?) è uno stadio di calcio di Gornji Milanovac che ospita le partite del FK Metalac. 

## Storia
La storica promozione nella massima serie del campionato serbo, avvenuta per la prima volta nel 2009, pone l'attenzione sulla necessità di un nuovo stadio a Gornji Milanovac che, fino a quel momento, aveva visto le due squadre cittadine dividere l'unico impianto. Infatti, per le norme federali, il FK Metalac viene costretto a disputare i campionati negli stadi delle città più vicine, vista l'inadeguatezza di quello comunale.
Nel 2011, la proprietà del club ottiene finalmente dal comune il permesso di costruire il nuovo stadio, moderno e che possa soddisfare i requisiti previsti per disputare la massima serie e, anche se nel frattempo il FK Metalac è retrocesso, nell'ottobre dello anno iniziano i lavori di costruzione, lavori che terminano nell'estate del 2012. Lo stadio viene inaugurato il 12 settembre con un'amichevole tra il club e la nazionale B della Serbia, con il nastro tagliato da Siniša Mihajlović.
È uno stadio moderno, con una tribuna principale ed una opposta, entrambe coperte, per un totale di 4.400  posti a sedere, mentre su uno dei lati corti sono presenti altri 200 posti che portano il totale complessivo a 4 600.
L'11 maggio 2016 lo stadio ha segnato il record di presenze, ospitando 4.500 spettatori in occasione della finale della Coppa di Serbia tra Partizan e Javor.